# Willi Leugers
Willi Leugers (Lebensdaten unbekannt) war ein deutscher Fußballspieler.

## Karriere

### Vereine
Leugers gehörte Borussia Fulda als Stürmer an, für den er in den vom Westdeutschen Spiel-Verband bis 1933 organisierten Meisterschaften die Saison 1931/32 und 1932/33 Punktspiele bestritt.
Nachdem er sich mit seiner Mannschaft in der Gruppe Süd, neben der Gruppe Nord als eine von zwei Gruppen in der Bezirksliga Hessen-Hannover als Sieger durchgesetzt hatte, bestritt er das in Hin- und Rückspiel ausgetragene Bezirksfinale gegen den 1. SC Göttingen 05, das mit 3:0 und 4:1 gewonnen wurde. Mit diesem Erfolg war seine Mannschaft für die Teilnahme an der Endrunde um die Westdeutsche Meisterschaft berechtigt. Mit Siegen im Viertel- und Halbfinale erreichte seine Mannschaft das Finale gegen den FC Schalke 04, das am 1. Mai 1932 in Köln jedoch mit 1:5 verloren wurde. In der Folgesaison wurde der Titel in der Bezirksliga Hessen-Hannover, ohne Gruppenunterteilung, verteidigt, doch nach dem Sieg im Viertelfinale der Endrunde um die Westdeutsche Meisterschaft mit 5:1 über Fortuna Kottenheim, verlor seine Mannschaft das Halbfinale mit 1:2 gegen Fortuna Düsseldorf.
Seine letzten beiden Spielzeiten bestritt er in der Gauliga Hessen, eine von zunächst 16, später auf 23 aufgestockten Gauligen zur Zeit des Nationalsozialismus als einheitlich höchste Spielklasse im Deutschen Reich. Am Ende der ersten Saison 1933/34 ging er mit seiner Mannschaft als Meister hervor, in der Folgesaison setzte sich der 1. FC Hanau 93 mit drei Punkten Vorsprung als Gaumeister durch.
Leugers nahm aufgrund der Erfolge seiner Mannschaft zweimal an der Endrunde um die Deutsche Meisterschaft teil. Als Zweiter der Westdeutschen Meisterschaft bestritt er sein erstes Endrundenspiel am 8. Mai 1932 auf dem Fürther Sportplatz am Ronhofer Weg, das mit 2:5 gegen den 1. FC Nürnberg verloren wurde; ihm gelang mit dem Treffer zum Endstand in der 83. Minute sein erstes Tor. Fünf weitere sollten in der in vier Gruppen ausgespielten Meisterschaft 1933/34 noch folgen. Als Gaumeister Hessen bestritt er alle sechs Spiele der Gruppe D und erzielte in jedem, außer im ersten Gruppenspiel, jeweils ein Tor. Als Gruppendritter hinter dem 1. FC Nürnberg und dem Dresdner SC schied er mit seiner Mannschaft aus dem Wettbewerb aus.

### Auswahlmannschaft
Als Spieler der Gauauswahlmannschaft Hessen nahm er am ersten ausgetragenen Gauauswahlwettbewerb teil und wurde am 16. Juli 1933 in München im Halbfinalspiel bei der 2:6-Niederlage gegen die Gauauswahlmannschaft Bayern eingesetzt.

## Erfolge
- Gaumeister Hessen 1934
- Zweiter der Westdeutschen Meisterschaft 1932
- Bezirksmeister Hessen-Hannover 1932, 1933